# Roofmoord
Een roofmoord is een moord die gepleegd wordt teneinde iemand te bestelen. Een motief van een roofmoord is dus altijd de zelfverrijking ten koste van het leven van een of meer anderen, maar ook andere motieven kunnen bij een roofmoord een rol spelen.
Veelal zijn oudere relatief rijke mensen slachtoffer van een roofmoord. Doordat zij ouder zijn, kunnen zij zich vaak minder goed verdedigen tegen aanvallers, vooral als zij alleen wonen. Maar ook mensen die niet rijk zijn of die niet alleen wonen zijn wel slachtoffer van een roofmoord, bijvoorbeeld als zij in een winkel werken of als zij evengoed bezittingen hebben die men wil ontvreemden.
De strafmaat van roofmoorden is relatief hoog, doordat dit soort moorden als een zwaar delict wordt beschouwd. In Nederland resulteren roofmoorden regelmatig in levenslange gevangenisstraffen. In landen waar de doodstraf van kracht is, kan zelfs deze straf op de misdaad van toepassing zijn. 
Voorbeelden van roofmoorden zijn de dubbele roofmoord van Culemborg in 1923, die nooit is opgelost, en de roofmoorden van de bende van Venlo. Op het Indiase subcontinent vormde de Thuggee eeuwenlang een netwerk van geheime genootschappen die roofmoorden pleegden op reizigers.